# رمبرنت (آیووا)
رمبرنت (به انگلیسی: Rembrandt) شهری در ایالت آیووا کشور ایالات متحده آمریکا است که جمعیت آن در سرشماری سال ۲۰۱۰ میلادی، ۲۰۳ نفر بوده‌است.